# Krematorium Olšany
Krematorium na Olšanech bylo první krematorium v Praze. Bylo vybudováno jako provizorní zařízení úpravou Nové obřadní síně na 1. obecním hřbitově, v jihovýchodní části Olšanských hřbitovů na rohu ulic Vinohradská a Jana Želivského. Zaniklo po vybudování Krematoria Strašnice.

## Historie
Roku 1919 po vzniku Československé republiky byly zákonem povoleny kremace zemřelých. Praha řešila problém výstavby krematoria okamžitě a po návrzích umístit jej na Vyšehrad, nový Ďáblický hřbitov nebo Chodov bylo rozhodnuto o jeho dočasném zřízení na Olšanských hřbitovech. Zdejší obecní kaple (novorenesanční obřadní budova) byla roku 1921 přestavěna na krematorium podle návrhu Františka Xavera Nevoleho. Dne 23. listopadu 1921 zde byla provedena první kremace, a to zesnulého MUDr. Františka Adamce.
Dál však pokračovalo jednání o výstavbě nového krematoria, které by vyhovovalo všem moderním požadavkům. Dne 4. června 1926 byl Pohřební ústav hlavního města pověřen Městskou radou úkolem krematorium postavit. Pohřební ústav vybral pozemek za Vinohradským hřbitovem směrem ke Strašnicím a nechal vypsat soutěž, ze které jako vítězný vzešel návrh arch. Aloise Mezery. Roku 1929 stavba započala a slavnostně byla otevřena primátorem JUDr. Karlem Baxou dne 23. ledna 1932. Téhož roku byly ukončeny kremace v olšanském krematoriu a budova byla upravena opět na Obřadní síň.